# Henning Gottlieb
Henning Vincent Gottlieb (født 26. marts 1926 i København, død 12. juli 2013) var en dansk embedsmand. 
Gottlieb var uddannet cand.polit. og gjorde fra 1953 tjeneste i flere forskellige ministerier. 
Han var kommiteret i Statsministeriet.
Imellem 1964 og 1988 var han udenrigs- og sikkerhedspolitisk rådgiver for danske statsministre, og fra 1981 var han medlem af Det Sikkerheds- og Nedrustningspolitiske Udvalg, som han var formand for mellem 1988 og 1994.
Afskedigelse fra udvalget var han stærkt opbragt over.
Han var også stærkt kritisk over for NATO-aktionen i Jugoslavien.
Gottlieb udgav i 2001 sine erindringer I kronens tjeneste og i 2002 udgav han en bog om John Kenneth Galbraith.
I 2003 udtalte Gottlieb sig overordentligt kritisk om Statsminister Anders Fogh Rasmussens læk af fortrolig information i dokumentarfilmen Fogh bag facaden.
Gottlieb kaldte det "mere end katastrofal" og "en frygtelig fadæse".
Han var en af personerne bag den union-kritiske Nationernes Europa.

## Dekorationer
- Kommandør af Dannebrogordenen (4. november 1987)
- Den Islandske Falkeorden
- Finlands Løves Orden
- Forbundsrepublikken Tysklands Fortjenstorden
- Den Nationale Fortjenstorden (Frankrig)
- Victoriaordenen
- Zastaveordenen (Det jugoslaviske Flags Orden)